# 공선점
공선점(共線點, 영어: collinear point)이란 한 직선 상에 있는 점들을 뜻한다.
예를 들어, 유클리드 평면에서, (0,0), (1,1), (2,2)는 공선점이며, 이 점들은 직선 x - y = 0 상에 있다.

## 같이 보기
- 공면점